# ماریوس بونه
ماریوس بونه (فرانسوی: Marius Bonnet‎; ۱۲ اکتبر ۱۹۲۱ – ۲۶ ژوئیهٔ ۲۰۰۳) دوچرخه‌سوار اهل فرانسه بود.